# クリス・ヒーロー
クリス・ヒーロー（Chris Hero、1979年12月24日 - )は、アメリカ合衆国のプロレスラー。
本名、クリス・スプラドリン(Chris Spradlin）、オハイオ州デイトン出身。
WWE傘下のNXTではカシアス・オーノ（Kassius Ohno）のリングネームで活動していた。

## 来歴

### インディー団体
ドリー・ファンク・ジュニアやイアン・ロッテンに師事。1998年9月12日、UCWにおいて地元オハイオ州ゼニアの興行にてワイフ・ビーターのリングネームでプロレスラーデビューを果たす。 この団体で活動中、興行ポスターのワイフ・ビーターの名を見た女性解放グループによりバッシングを受け、1999年にリングネームをクリス・ヒーローへと改名。

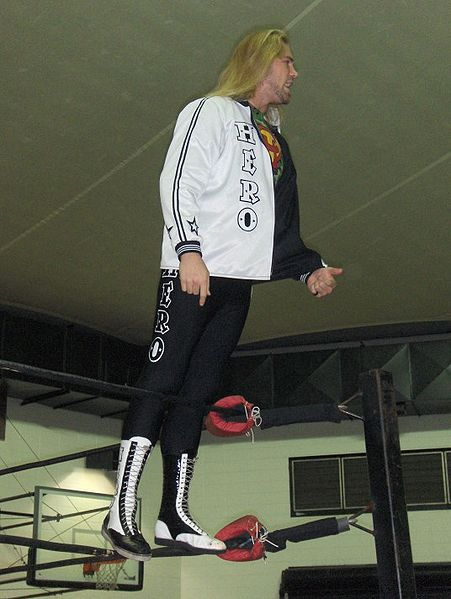
2008年

2001年、IWAミッドサウスに参戦。キング・オブ・ザ・デスマッチに出場。1回戦目でコーポラル・ロビンソンを相手に画鋲を用いたデスマッチを戦うも敗退。
2002年、KOTDMにも参戦するに至り、1回戦でコルト・カバナを下すと同時にIWAミッドサウスの世界王座を獲得。2回戦目でカバナとトレイシー・スマザーズとを相手にこの王座を防衛。さらに2003年のKOTDMでは、1回戦でホミサイドからこの王座を防衛するも、2回戦でのダニー・ダニエルズとのテキサスデスマッチに破れたことで、この王座を失するに至った。
2003年、ドイツのwXwに参戦。wXwヘビー級王座を獲得。ベルトをアメリカへと持ち帰り、流出した事をきっかけにwXw世界ヘビー級王座へと名称を変更した。9月、CZWに参戦。2004年、フィラデルフィアを舞台にCZWアイアンマン王座を獲得。
2005年、CHIKARAに参戦。
2006年、CZW世界ヘビー級王座を獲得。同年9月、クラウディオ・カスタニョーリとキング・オブ・レスリング（Kings Of Wrestling）なるタッグチームを結成。CZW世界タッグ王座を2回獲得。

### ROH / プロレスリング・ノア
2006年、クラウディオ・カスタニョーリとともにROHに参戦。カスタニョーリとのタッグで、ROHのタッグ王座を獲得。
2007年、初来日しプロレスリング・ノアに参戦。2008年、女子プロレスラーのサラ・デル・レイと組んでROHの男女混合タッグ王座を獲得。2009年にはROHで活躍して大いなる脚光を浴びた。
2010年12月5日、カスタニョーリと組んでGHCタッグ王座を保持する佐野巧真 & 高山善廣に挑戦。

### WWE

#### NXT

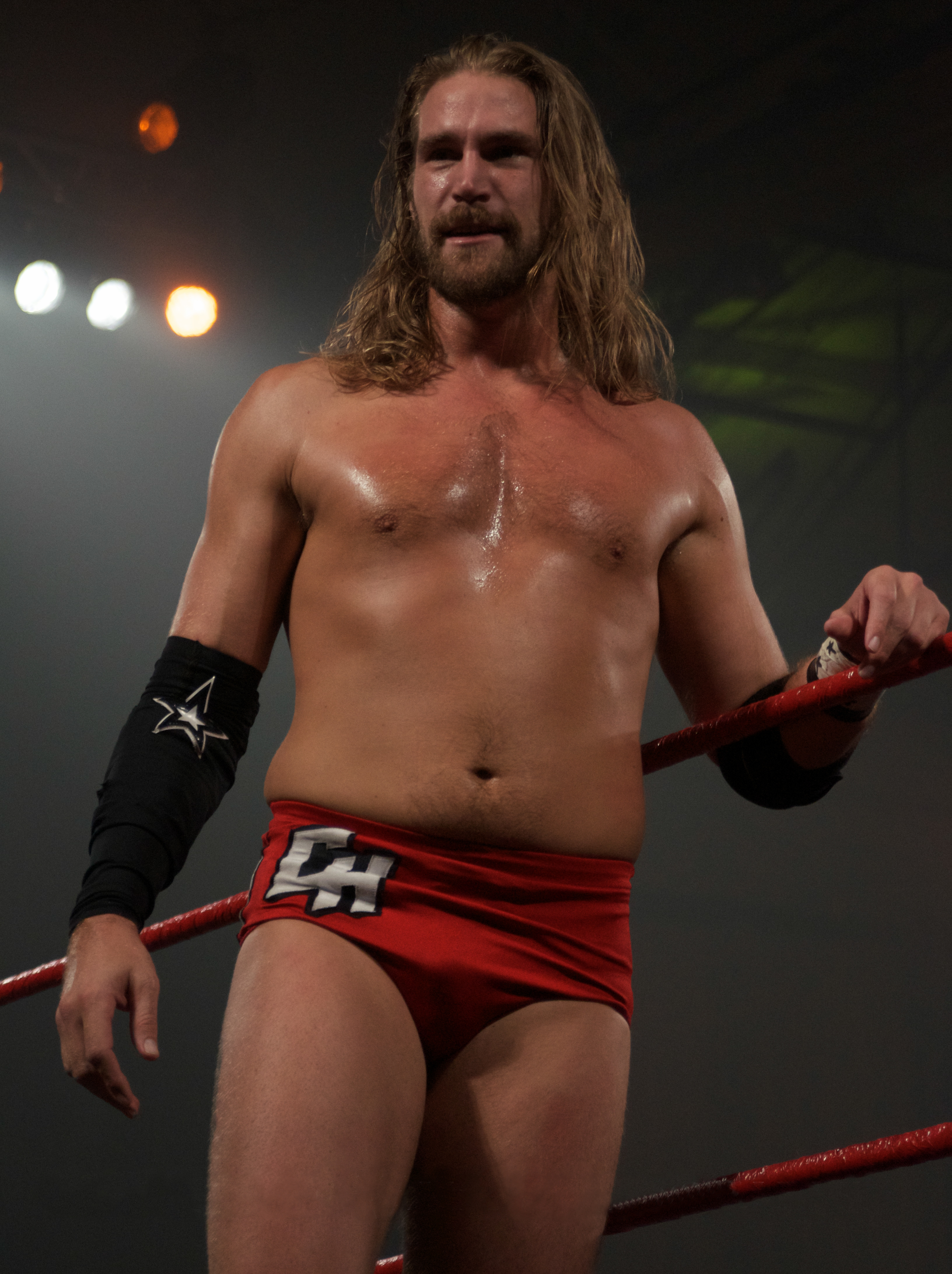
2011年

2012年2月、WWEとディベロップメント契約を交わし入団。傘下団体であるFCWにてカシアス・オーノ（Kassius Ohno）のリングネームでトレーニングを開始。5月13日、FCW TVにて盟友であるアントニオ・セザーロと対戦。終盤にセザーロのニュートラライザーを切り返し、ローリング・エルボーを決めようするがレフェリーへと誤爆すると両者共に静止する事ができなくなり、レフェリーとレスラー達の介入して無効試合となった。FCWが新人発掘番組であったNXTと統合し、新生NXTへと移行してからはリッチー・スティムボートと抗争を展開。対戦するたびに反則を繰り返し、9月26日の決着戦においても反則を犯し敗戦。11月、タイソン・キッドと抗争を展開しているレオ・クルーガーに加勢。タッグを組んで活動を開始。
2013年1月、開設したNXTタッグ王座を懸けた初代王者組を決めるトーナメントにクルーガーと出場するが準決勝にてブリティッシュ・アンビションと対戦し敗戦。以降、クルーガーとのタッグは解消。シングルに戻り故障中のタイソン・キッドに対して執拗に暴行を繰り返すが、カラーコメンテーターであったウィリアム・リーガルに阻止されたことにより標的をリーガルに変更。自身の思い描くリーガルがヒールだったということもあり、失念したことと同時に直接対決を申し込む。4月11日、リーガルとの対決が実現するが敗戦。試合後、心を入れ替えるためにベビーフェイスへと転向。ワイアット・ファミリーと抗争を始めるようになり、エイドリアン・ネヴィル & コリー・グレイブスと結託。後にグレイブスと組んでNXTタッグ王座挑戦権を得るものの、負傷欠場によりネヴィルに権利を譲ることになった。7月、素行の問題と身体的に肥満であったために上層部から懲罰と減量を兼ねてトレーニングを命じられ、ロスターから外されることになった。トレーニングを経て11月6日、ルーク・ハーパーとのシングルマッチで復帰するが敗戦。同月13日、ビート・ザ・クロック・チャレンジマッチでタイラー・ブリーズと対戦して久々に勝利を飾る。しかし、同月にWWEから素行不良などの理由から解雇となった。

### インディー団体
WWE解雇後、2013年11月16日、PWS（Pro Wrestling Syndicate）のWrestle Bowlにてシェーン・ヘルムズと対戦してインディー復帰後の勝利を飾った。同月17日、DRAGON GATE USAのFreedom Fight 2013にてオープン・ザ・フリーダムゲート王座を保持するジョニー・ガルガノに挑戦。序盤にガルガノは「今から俺はトリプルHに成りきって戦う」と宣言するとガルガノが使用した事のないペディグリーを喰らいフォールされるが即座にカウント1で返し、WWEへのアンチテーゼを込めた皮肉を見せる。終盤にスーパーキックを喰らいフォールされるがなんとか免れるもガルガノ・エスケープへと繋げられ敗戦した。12月14日、CZWのCage Of Death XVに凱旋。CZW世界ヘビー級王座を保持するドリュー・グラックに挑戦。最後にアンクルロックを決められギブアップした。

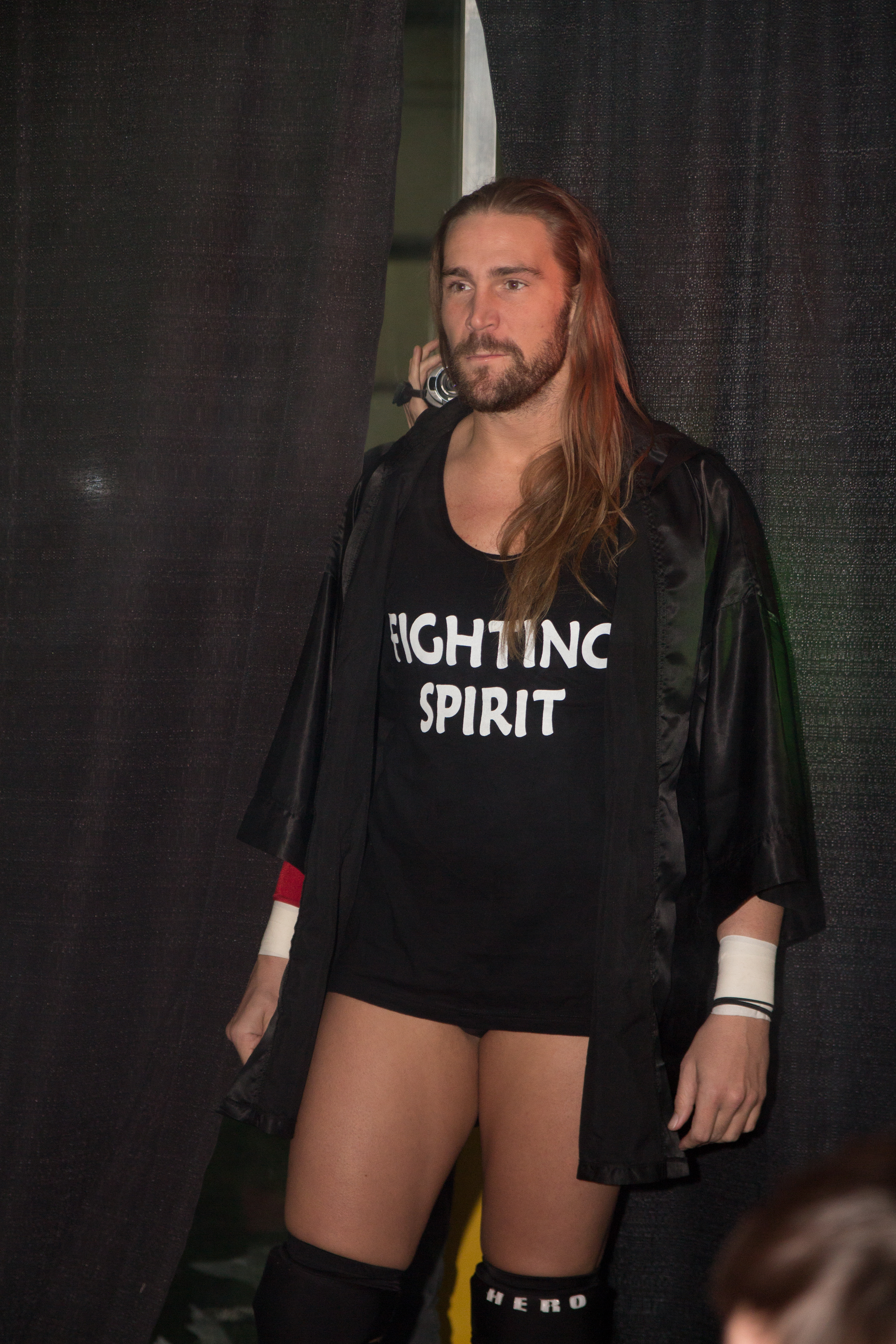
2013年

2014年1月11日、ROHのROH on Sinclairに凱旋。ケビン・スティーンと対戦。試合開始早々に場外での攻防を行い、中盤にはお互いの得意技の応酬となり観客より "This is awesome" のチャントを受ける。終盤にハングマンズエルボーで止めを刺そうとしたところへディケードの介入に遭い、最後にスティーンからスリーパー・スープレックスを決められ敗戦した。同月26日、カナダ・オンタリオ州を拠点とするSMASHのAny Given Sunday 2に参戦。AJスタイルズと対戦して勝利。2月23日、DRAGON GATE USA Way Of The Ronin 2014にてEVOLVE王座を保持するARフォックスに挑戦。最後にドラゴンスリーパーを決めて勝利。ベルトを奪取。3月、wXwに凱旋。トーナメントであるwXw 16 Carat Gold 2014にエントリー。同月16日の決勝まで勝ち進み、アクセル・ティスチャーと対戦。最後にハングマンズエルボーを決めて勝利。優勝を飾った。4月4日、DRAGON GATE USA Open The Ultimate Gate 2014にて田中将斗と対戦。両者が得意とするエルボー合戦となり、最後は田中のスライディングDの前に屈した。

### プロレスリング・ノア / インディー団体
2014年4月、プロレスリング・ノアにクリス・ヒーローとして凱旋。グローバル・タッグ・リーグにコルト・カバナとアメリカ代表タッグ、BIG IN USAを結成してエントリー。2勝4敗、勝ち点4という結果で予選落ちするが技能賞を獲得。6月7日、トミー・ドリーマーが主宰するHOHのHOH 5にてアダム・ピアースと対戦。打撃の打ち合いから最後にローリングエルボーを決めて勝利。10月、プロレスリング・ノアのグローバル・リーグにてBブロックにエントリー。4勝3敗、勝ち点8で予選落ちとなるがプロレス/格闘技DX賞を獲得。
2015年4月、プロレスリング・ノアのグローバル・タッグ・リーグにコルト・カバナとのBIG IN USAで2年連続出場。Bブロックにエントリー。3勝2敗、勝ち点6という結果に終わるが同月19日の開幕戦でのKES（ランス・アーチャー & デイビーボーイ・スミス・ジュニア）から勝利した事などが考慮され技能賞を獲得した。6月7日、SMASHと提携して自主興行兼チャリティーマッチであるChris Hero's ALS Challengeを開催。SMASH所属のレスラー達と3時間、17試合に及ぶガントレットマッチを行った。同月、プロレスリング・ノアの三沢光晴メモリアルツアー2015に参戦。同月19日、カバナとのタッグでGHCヘビー級タッグ王座を保持するKESに挑戦。最後にアーチャーからキラーボムを喰らい敗戦。ベルトを奪取するに至らなかった。7月18日、HOH 9にてトミー・ドリーマーと対戦。最後にローリングエルボーを決めて勝利。10月、プロレスリング・ノアのグローバル・リーグに2年連続で出場。Aブロックにエントリー。4勝3敗、勝ち点8で予選落ちという結果に終わる。11月13日、HOH 10にてプロレスリング・ノアで因縁のあるランス・アーチャーと対戦。最後にローリングエルボーを決めて勝利。同月14日、HOH 11にて田尻義博と対戦。最後にグリーンミストを浴びて敗戦。同月28日、イリノイ州のAAW Professional Wrestling RedefinedのWindy City Classic XIにてAAA所属のペンタゴン・ジュニアと対戦。最後にハングマンズ・エルボーを決めて勝利。12月23日、プロレスリング・ノアの旗揚げ15周年記念大会であるDestiny 2015にてカバナとのタッグでGHCヘビー級タッグ王座を保持するKESに再び挑戦。最後にダブルインパクト式キラーボムを喰らい敗戦。リベンジ出来ずに終わった。
2016年2月12日、PWG Bowieにてトレントと対戦。最後にツームストーン・パイルドライバーを決めて勝利。

### WWE

#### NXT
2016年12月、WWEと契約を交わし再入団が決定。
2017年1月6日、NXT Liveにてリングネームをカシアス・オーノへと戻してアンドラーデ・アルマスと対戦。最後にハングマンズ・エルボーを決めて勝利。2月15日、NXTにて復帰を告知するプロモーションを行った。同月28日、NXTにてボビー・ルード vs ノー・ウェイ・ホセの試合でルードの勝利後、バックステージより登場。ルードに挑戦状を叩きつけると襲撃されるもののラリアットを決めてリングから追い出した。3月15日、NXT王座を保持するボビー・ルードに挑戦。終盤にローリング・エルボーで場外に追い出し、リング内へと戻してセントーンを見舞いハングマンズ・エルボーで止めを刺そうとするも切り返されるとグロリアスDDTを決められ敗戦した。
2020年4月、WWEから解雇された。

## ファイトスタイル
アメリカのプロレス、ヨーロッパのプロレス、メキシコのプロレス、および日本のプロレスの様式群の本格的な融合と評されている。指導者として挙げられるのは、レス・サッチャー、ドリー・ファンク・ジュニア、デイブ・テイラー、トレイシー・スマザーズ、ノア道場など数多くのトレーナーに師事し、鍛え上げられた。また、ボクサーであるマーシャル・カウフマンからボクシングのテクニックを学んでいる。
巨体からは想像も付かない身軽で華麗な動きに加え、何をするのか予測がつかない独特のムーブメントで観客を湧かせる。対戦相手の試合スタイルに合わせて様々なムーブを使い分ける器用さを持つ。
日本ではプロレスリング・ノアを主戦場とし、三沢光晴の影響を受けエルボー・バットを得意としている。

## その他
- 弟子の一人にミッキー・ナックルズがいる。彼女の育成にはイアン・ロッテンも関わっている。
- 2009年6月13日の広島大会において三沢光晴がリング上の事故で亡くなったが、この時、ヒーローはボビー・フィッシュとともにノア参戦中であったためにセコンドとしてその場に居合わせていた。
- WWEで使われているカシアス・オーノというリングネームはモハメド・アリが改宗する前の本名であるカシアス・クレイのカシアスと、自身のフィニッシャーであるローリングエルボーを相手に決めた瞬間の観客の反応（oh！no！ = オー！ノー！）という意味合いと日系アメリカ人二世のスピードスケーターであるアポロ・アントン・オーノのオーノ、また愛する日本と縁のある名前にしようと名字の大野から由来している[32]。

## 得意技

### シングル

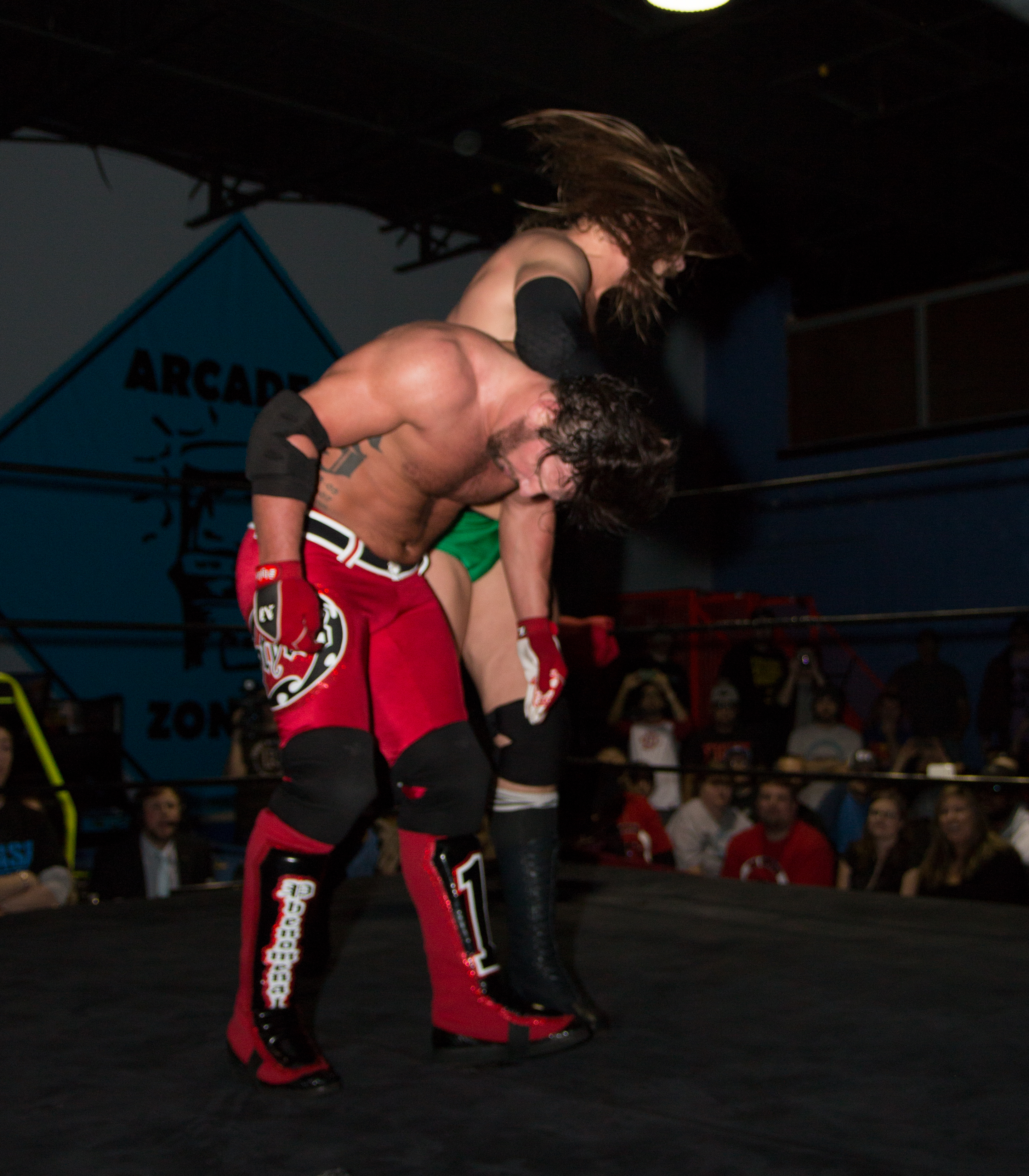
ヒーローズ・エルボー

ハングマンズ・エルボー
ネックブリーカーの体勢から繰り出すローリング・エルボー。フロント・ヘッドロックの状態から後ろ向きになり、相手と背中合わせの状態で相手の頭部を肩の上で固定。そこから相手を離すと同時に相手の頭部にローリング・エルボーを放つ。
過去にセレブラル・コーテックス・ローリングエルボー、デスブロー・エルボー、ヒーローズ・エルボー、オーノ・ブレイドの技名でも使用。
ローリング・エルボー
その場で後方へ旋回しながら繰り出すエルボー・バット。三沢光晴の影響を受けて得意技としている。ロープに振ってリバウンドした瞬間に決めるなどバリエーションは多彩である。
ヒーローズ・ウェルカム
変形DDT。
ハングマンズ・クラッチ
相手をSTFの体勢にしてから、相手と背中合わせになるように体を反転させ、相手の首を捕らえ、足と同時に相手の背中、首を反り上げる。
カシアス・クランチ
変形のチン・ロック。
サイクロン・クラッシュ
ローリング式ニー・リフト。
サイクロン・キル
顔面めがけての二段蹴り。
ムーンサルト・プレス
ツームストーン・パイルドライバー

### ツープラトン

#### キング・オブ・レスリング
KRS1
クラウディオ・カスタニョーリとの連携技。カスタニョーリが相手の正面から相手の両脇をつかんでリフトアップし、ヒーローの両肩に相手の両足を乗せる。2人同時に相手をリフトアップし放り投げ、落下してくる相手をヒーローがみちのくドライバーIIの格好にキャッチしマットに叩きつける。
ヒーローズ・ウェルカム・キング・オブ・レスリング・エディション
クラウディオ・カスタニョーリとの連携技。ヒーローがリバースDDTに捕えた相手を、カスタニョーリがサイドバスターの形で左脇に抱え込む。その状態から、ヒーローが回転すると同時に、カスタニョーリが相手の足を払い、その勢いでうつ伏せになった相手の体をヒーローがエース・クラッシャーでマットに叩きつける。
ヘリコプター・クラッシュ
クラウディオ・カスタニョーリとの連携技。カスタニョーリが対戦相手をジャイアント・スイングで回して、ヒーローが回ってる相手の腹部にドロップキックを当てる技。

#### ビッグ・イン・USA
ツープラトン・エルボー
コルト・カバナとの連携技。ヒーローが相手をヒーローズ・ブレイド体勢で待ち、二人同時にヒーローのローリング・エルボーとカバナのエルボー・スタンプを決める。相手を固定せずに決める場合もある。

## タイトル歴
Chikara
- カンペオナトス・デ・パレージャス : 1回

w / クラウディオ・カスタニョーリ
CZW
- CZW世界ヘビー級王座 : 1回[33]
- CZWアイアンマン王座 : 1回[33]
- CZW世界タッグ王座 : 1回

w / クラウディオ・カスタニョーリ
GPW
- GPWヘビー級王座×1[33]

IWAイーストコースト
- IWAイーストコーストヘビー級王座 : 2回[33]

IWAミッドサウス
- IWAミッドサウスヘビー級王座 : 4回[33]

PWG
- PWG世界王座 : 1回[33]

ROH
- ROH世界タッグ王座 : 2回

w / クラウディオ・カスタニョーリ
wXw
- wXw世界ヘビー級王座 : 1回[33]
- wXw世界タッグ王座 : 1回

w / マーク・ルーディン
- 16 カラット・ゴールド・トーナメント 優勝 : 2回（2007年、2014年）

XICW
- XICWヘビー級王座 : 1回[33]

他、インディー団体を中心に多数のタイトルを獲得。

## 入場曲
- ホールディング・アウト・フォー・ア・ヒーロー（ボニー・タイラー）
- Hero's Welcome